# ويندي ماكليود
ويندي ماكليود (بالإنجليزية: Wendy MacLeod)‏ هي كاتِبة وكاتبة مسرحية أمريكية، ولدت في 6 أغسطس 1959.

## روابط خارجية
- ويندي ماكليود على موقع IMDb (الإنجليزية)
- ويندي ماكليود على موقع قاعدة بيانات الفيلم (الإنجليزية)